# Yankees de Nuevo Laredo
Los Yankees de Nuevo Laredo fue un equipo de béisbol que participó en la Liga del Norte de Coahuila con sede en Nuevo Laredo, Tamaulipas, México. 

## Historia
Los Yankees de Nuevo Laredo participan por primera ocasión en la Liga del Norte de Coahuila a partir de la temporada 2016, tomando la franquicia del equipo de Monclova. Tienen como sede el Parque de Béisbol La Junta.

## Jugadores

### Roster actual
Por definir.